# Зарипов, Хаким Каримович
Хаким Каримович Зари́пов (узб. Hakim Karimovich Zaripov; 17 сентября 1924, Ташкент — 18 января 2023, Ташкент) — узбекский и советский артист цирка, наездник-джигит, дрессировщик лошадей. Народный артист СССР (1980). До своей смерти являлся старейшим из ныне живущих Народных артистов СССР.

## Биография
Родился 17 сентября 1924 года в Ташкенте (ныне — Узбекистан) в семье основателя династии цирковых артистов Карима Зарипова.
Цирковую деятельность начал в 1938 году в качестве джигита-наездника в ансамбле «Джигиты Узбекистана» под руководством своего отца Карима Зарипова. С 1952 по 2006 год возглавлял этот коллектив.
Гастролировал с ансамблем во многих городах СССР и за рубежом: Болгария, Польша, Чехословакия, ГДР, Румыния, Монголия, Венгрия, Финляндия.
Окончил Ташкентскую музыкальную школу имени Р. М. Глиэра (ныне — Республиканский специальный музыкальный академический лицей им. Р. Глиэра), затем дирижёрский факультет (симфоническое отделение) Ташкентской консерваторию (ныне — Государственная консерватория Узбекистана).
Работал художественным руководителем цирковых коллективов, программ, директором различных цирков. Соавтор проектов новых цирковых сооружений.
Воспитал многих артистов цирка.
Воссоздал новую группу «Джигиты Узбекистана», занимался дрессировкой лошадей.
Скончался 18 января 2023 года на 99-м году жизни, в Ташкенте.

### Династия
- Отец — Карим Зарипов (Карим Кизык) (1893—1960), основатель династии, начал творческую деятельность в 1902 году в жанре «каучук», в дальнейшем работал в жанрах: воздушный гимнаст, клоун, дрессировщик лошадей, артист-наездник, народный артист Узбекской ССР.
- Мать — Мубарак Зарипова (1906—1992), первая узбечка-клоунесса, дрессировщица лошадей, артистка-наездница, заслуженная артистка Узбекской ССР (1965)[5].
- Супруга — Нина Дмитриевна Зарипова (1924—2018), балерина, артистка-наездница, участник Второй мировой войны, заслуженная артистка Узбекской ССР (1965).
- Дочь — Говхар Зарипова (р. 1949), артистка-наездница, заслуженная артистка Узбекской ССР (1980).
- Сын — Анвар Зарипов (р. 1956), артист-наездник, с 2006 года — руководитель коллектива «Джигиты Узбекистана»
- Внучка — Карима Зарипова (р. 1982), артистка цирка в жанре «каучук», обладательница международных наград[4]
- Внук — Эркин (Игорь) Зарипов (р. 1983), воздушный гимнаст на ремнях, обладатель международных наград и рекордов, с 2003 года работает солистом в шоу цирка Дю Солей: «КА», «Зуманити» и «Майкл Джексон»
- Сестра — Союза (Холида) Зарипова (1927—2006), артистка (гротеск)-наездница, заслуженная артистка Узбекской ССР (1955).
- Муж сестры — Фахритдин Рахимердиевич Шарифбаев (1928—1997), артист-наездник, заслуженный артист Узбекской ССР (1969).
- Племянница — Карима Фахритдиновна Зарипова (р. 1960), артистка-наездница, заслуженная артистка Узбекистана (2000).
- Племянник — Улугбек Фахритдинович Зарипов (р. 1968), артист-наездник, заслуженный артист Узбекистана (2004).

## Награды и звания
- Заслуженный артист Узбекской ССР (1954)
- Народный артист Узбекской ССР (1964)[7]
- Народный артист СССР (1980)[8]
- Почётная грамота Республики Узбекистан (1994) — за многолетний плодотворный труд, за заслуги в развитии циркового искусства республики и активное участие в общественной жизни[9]
- 12 почётных грамот Верховных Советов Союзных республик СССР
- Ордена
- Медали.

## Актёрские работы
- 1955 — Нестерка — эпизод
- 1956 — Дохунда — эпизод
- 1957 — Случай в пустыне — эпизод
- 1961 — Сказанье о любви — эпизод
- 1967 — Советский цирк для Америки с Дайяной Шоор
- 1978 — Джигиты Зариповы
- 1979 — Воздушные пешеходы — джигит-наездник
- Тирик Афсона ва Нурота кадамжолари (Живая Легенда) (документальный).